# Natură statică

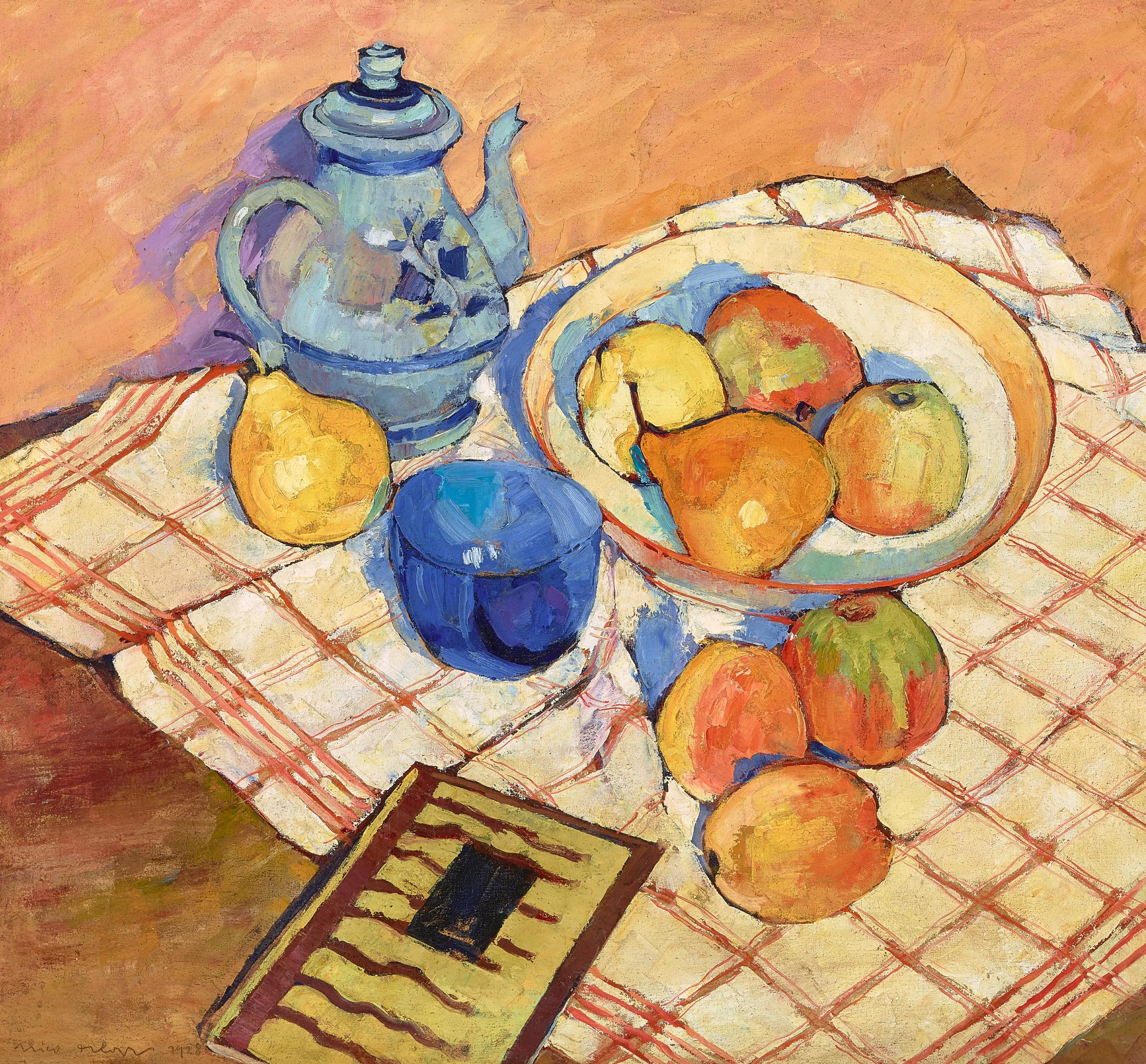

Natura statică sau natura moartă este reprezentarea în artele vizuale a unor obiecte neînsuflețite, din natură sau ordonate în mod voluntar. Prin definiție, natura moartă este un gen de reprezentare grafică sau picturală a unui grup de obiecte inanimate naturale, ca de exemplu glastră cu flori, fructe sau legume așezate pe o fructieră, vânat, o vază, sticlă, amforă, o narghilea, pahare, farfurii, piese la care sunt asortate uneori și cărți, un ziar împăturit, într-o combinație artificială și un element textil ori două, ca suport cromatic s.a.m.d.

## Etimologie
Termenul a început să fie utilizat abia prin secolul al XVI-lea.
Astfel, Giorgio Vasari folosește expresia cose naturali ("lucruri naturale") când se referă la picturile lui Giovanni da Udine.
Prin Flandra de la mijlocul secolului menționat circulă termenul stilleven, adoptat curând de germani ca Stilleben și apoi de englezi sub forma still-life.
În română, termenul provine din francezul nature morte.

## Istoric

### Antichitate
Acest tip de pictură poate fi găsit în interioarele mormintelor egiptene.
Erau reprezentate obiecte care ar fi servit în viața de dincolo a celor decedați.
În Grecia antică, apogeul acestui gen este atins prin secolele al III-lea și al II-lea î.Hr.
Lucrările respective nu au supraviețuit timpului, fiind doar menționate în diverse scrieri.